# Azuelo
Azuelo ist ein nordspanisches Dorf und eine Gemeinde (municipio) mit 33 Einwohnern (Stand: 2024) im Süden der Autonomen Gemeinschaft Navarra.

## Lage und Klima
Azuelo liegt gut 62 km (Fahrtstrecke) westsüdwestlich von Pamplona bzw. ca. 17 Kilometer nordnordöstlich von Logroño in einer Höhe von ca. 615 m am Linares. Das Klima ist gemäßigt bis warm; Regen (604 mm/Jahr) fällt überwiegend im Winterhalbjahr.

## Bevölkerungsentwicklung
| Jahr      | 1970 | 1981 | 1991 | 2001 | 2011 | 2021 |
| Einwohner | 168  | 57   | 72   | 52   | 41   | 27   |

## Sehenswürdigkeiten
- Klosteranlage von Azuelo
- Simeonskapelle

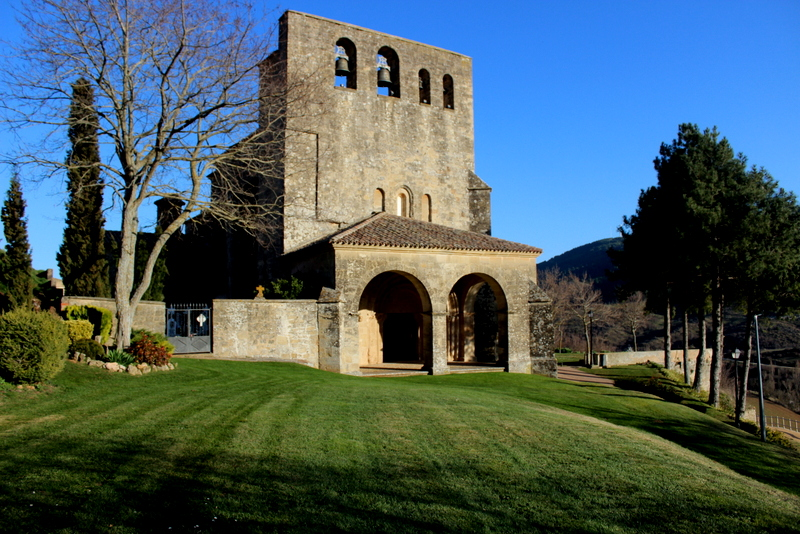
Klosteranlage